# Budzień
Budzień is een plaats in het Poolse district  Goleniowski, woiwodschap West-Pommeren. De plaats maakt deel uit van de gemeente Stepnica en telt 110 inwoners.